# Claudius II
Marcus Aurelius Valerius Claudius (10 tháng 5 năm 213 – tháng 1 năm 270), thường được gọi là Claudius II hoặc là Claudius Gothicus, là Hoàng đế của Đế quốc La Mã từ năm 268 cho đến năm 270. Trong triều đại của ông, ông gặt hái thắng lợi trong cuộc chiến tranh chống người Alamanni và đập tan tác người Goth trong trận Naissus. Ông qua đời sau khi mắc phải bệnh đậu mùa - một dịch bệnh tàn phá các tỉnh của Đế quốc La Mã khi đó.

## Cuộc đời

### Xuất thân và vươn tới quyền lực
Người ta không biết rõ về thân thế của Claudius. Ông ra đời vào ngày 10 tháng 5 năm 213, và có lẽ quê ở Sirmium tại vùng Hạ Pannonia hoặc là ở Naissus Dardania (tại vùng Thượng Moesia).
Claudius đã phục vụ quân đội La Mã suốt cuộc đời mình, và tiến thân thông qua hệ thống cấp bậc quân sự, cho đến khi Hoàng đế Gallienus phong ông làm chỉ huy lực lượng kỵ binh tinh nhuệ của mình. Vào tháng 9 năm 268, ông bao vây kẻ cướp ngôi Aureolus tại Milan cùng với hoàng đế Ở đó, các binh sĩ tuyên bố ông làm hoàng đế
Claudius, cũng giống như Maximinus Thrax trước ông, là người có gốc gác man rợ. Sau một loạt các vị hoàng đế La Mã thất bại xuất thân từ giai cấp quý tộc xen kẽ kể từ lúc Maximinus qua đời, Claudius là người đầu tiên trong một loạt các vị hoàng đế chiến binh mà cuối cùng sẽ khôi phục lại đế quốc từ cuộc khủng hoảng của thế kỷ thứ ba.

### Sự sụp đổ của Gallienus
Trong những năm 260, đế quốc La Mã đã bị tan vỡ thành ba thực thể chính quyền riêng biệt (phần trung tâm của Đế quốc La Mã, Đế quốc Gallia và Đế chế Palmyra) khiến cho toàn bộ đế quốc La Mã rơi vào một tỉnh cảnh bấp bênh. Gallienus đã không thể đánh bại Postumus ở phía Tây, và thẩm quyền của Odaenathus khiến cho Gallienus buộc phải chấp nhận cùng với sự dàn xếp của ông ta ở phía đông cho thấy vị thế tổng thể của Gallienus đã suy yếu nghiêm trọng. Tuy nhiên, vào năm 268, tình hình đã thay đổi, vì Odaenathus đã bị sát hại, và Gallienus bị các tướng lĩnh dưới quyền mình sát hại.Khi Odaenathus qua đời, quyền lực của ông được trao lại cho người con trai còn nhỏ tuổi của mình, và địa vị quyền lực của ông ta lại nằm dưới sự chi phối của người mẹ, nữ hoàng Zenobia..
Hầu hết những rắc rối của Gallienus chủ yếu nằm ở Postumus, người mà ông không thể tấn công, chủ yếu là vì sự chú ý của ông đã được dành cho việc đối phó với Macrianus và cuộc xâm lược của người "Skythai". Sau bốn năm chậm trễ, Postumus lúc này đã thiết lập được quyền lực, nhưng vào năm 265, khi Gallienus và những người lính của mình vượt qua dãy núi Alps, họ đã đánh bại ông ta và có thể đã vây hãm Postumus trong một thành phố Gallia (không rõ tên). Khi chiến thắng đã gần kề, Gallienus mắc một sai lầm khi đến quá gần các bức tường thành phố và đã bị thương khá nặng, điều này buộc ông phải hủy bỏ chiến dịch. Trong ba năm tới, những rắc rối Gallienus sẽ chỉ trở nên tồi tệ hơn. Người "Skythai" cũng đã thành công trong việc xâm lược vùng Balkans trong những tháng đầu năm 268, và Aureolus, một chỉ huy kỵ binh, đã tuyên bố mình là một đồng minh của Postumus, và là hoàng đế mới tại Milan .